# MTV Europe Music Awards/Best R&B
Die MTV Europe Music Award for Best R&B gehört zu den 1997 beim MTV Europe Music Awards eingeführten Genrekategorien und richtet sich an Künstler des Contemporary R&Bs. Er wurde letztmals 2006 vergeben. Mit drei Awards gewann Alicia Keys den Award am häufigsten.

## Nominierte und Gewinner

### 1990er
| Jahr            | Künstler | EN |
| --------------- | -------- | -- |
| 1997            |          |    |
| Blackstreet     | [ 1 ]    |    |
| Toni Braxton    | [ 1 ]    |    |
| Ginuwine        | [ 1 ]    |    |
| Michael Jackson | [ 1 ]    |    |
| R. Kelly        | [ 1 ]    |    |
| 1999            | [ 1 ]    |    |
| Whitney Houston | [ 2 ]    |    |
| Mariah Carey    | [ 2 ]    |    |
| Lauryn Hill     | [ 2 ]    |    |
| Jennifer Lopez  | [ 2 ]    |    |
| TLC             | [ 2 ]    |    |

### 2000er
| Jahr            | Künstler | EN |
| --------------- | -------- | -- |
| 2000            |          |    |
| Jennifer Lopez  | [ 3 ]    |    |
| Aaliyah         | [ 3 ]    |    |
| Destiny’s Child | [ 3 ]    |    |
| Janet Jackson   | [ 3 ]    |    |
| Sisqo           | [ 3 ]    |    |
| 2001            | [ 3 ]    |    |
| Craig David     | [ 4 ]    |    |
| Destiny’s Child | [ 4 ]    |    |
| Janet Jackson   | [ 4 ]    |    |
| Wyclef Jean     | [ 4 ]    |    |
| Outkast         | [ 4 ]    |    |
| 2002            | [ 4 ]    |    |
| Alicia Keys     | [ 5 ]    |    |
| Ashanti         | [ 5 ]    |    |
| Beyoncé         | [ 5 ]    |    |
| Mary J. Blige   | [ 5 ]    |    |
| Jennifer Lopez  | [ 5 ]    |    |
| 2003            | [ 5 ]    |    |
| Beyoncé         | [ 6 ]    |    |
| Ashanti         | [ 6 ]    |    |
| Mary J. Blige   | [ 6 ]    |    |
| Craig David     | [ 6 ]    |    |
| Jennifer Lopez  | [ 6 ]    |    |
| 2004            | [ 6 ]    |    |
| Alicia Keys     | [ 7 ]    |    |
| Beyoncé         | [ 7 ]    |    |
| Kelis           | [ 7 ]    |    |
| Outkast         | [ 7 ]    |    |
| Usher           | [ 7 ]    |    |
| 2005            | [ 7 ]    |    |
| Alicia Keys     | [ 8 ]    |    |
| Mariah Carey    | [ 8 ]    |    |
| John Legend     | [ 8 ]    |    |
| Mario           | [ 8 ]    |    |
| Usher           | [ 8 ]    |    |
| 2006            | [ 8 ]    |    |
| Rihanna         | [ 9 ]    |    |
| Beyoncé         | [ 9 ]    |    |
| Mary J. Blige   | [ 9 ]    |    |
| Outkast         | [ 9 ]    |    |
| Pharrell        | [ 9 ]    |    |

## 2020er

### 2020er
| Jahr          | Künstler | EN |
| ------------- | -------- | -- |
| 2022          |          |    |
|               |          |    |
| H.E.R.        |          |    |
| Chlöe         |          |    |
| Khalid        |          |    |
| Giveon        |          |    |
| Summer Walker |          |    |
| SZA           |          |    |